# Isoctenus botocudos
Espèce
Isoctenus botocudos est une espèce d'araignées aranéomorphes de la famille des Ctenidae.

## Distribution
Cette espèce est endémique de Bahia au Brésil,.  Elle se rencontre vers Uruçuca, Porto Seguro et Belmonte.

## Description
Le mâle holotype mesure 9,11 mm, les mâles mesurent de 7,54 à 9,65 mm

## Systématique et taxinomie
Cette espèce a été décrite par Pontes Moraes, Polotow, Labarque et da Silva en 2023.

## Publication originale
- Pontes Moraes, Polotow, Labarque & da Silva, 2023 : « Description of three new species of Isoctenus Bertkau, 1880 and new records for I. areia Polotow & Brescovit (Araneae, Ctenidae) from northeastern Brazil. » Zootaxa, no 5315(2), p. 177-186.